# Aberrapex arrhynchum
Aberrapex arrhynchum is een lintworm (Platyhelminthes; Cestoda). De worm is tweeslachtig. De soort leeft als parasiet in andere dieren.
Het geslacht Aberrapex, waarin de lintworm wordt geplaatst, wordt tot de familie Lecanicephalidea incertae sedis gerekend. Aberrapex arrhynchum werd in 1981 voor het eerst wetenschappelijk beschreven door Brooks, Mayes & Thorsonm.